# Antepipona metatarsalis
Antepipona metatarsalis är en stekelart som först beskrevs av Schulthess 1913.  Antepipona metatarsalis ingår i släktet Antepipona och familjen Eumenidae. Inga underarter finns listade i Catalogue of Life.